# アリク・デン・イリ
アリク・デン・イリ（Arik-den-ili、mGÍD-DI-DINGIR、「神の裁定は長く続く」、在位：前1319年-前1308年、または前1307年-前1296年、低年代説）は中アッシリア時代（前1366年-前1050年）のアッシリア王。父であるエンリル・ニラリの跡を継いで王となり12年間統治した。彼はアッシリアの伝統となる毎年の隣国遠征を開始した王である。

## 来歴
アリク・デン・イリの治世に関する史料は限られており、10に満たない碑文、断片的な年代記、息子、または兄弟であるアダド・ニラリ1世の記録による彼の事績への言及などしかない。彼はアッシリアの慣行となった毎年の軍事遠征を開始した王であると思われる。遠征の内のいくらかは、ほとんど変わらない家畜略奪遠征であったと見られ、年代記には「100頭のヒツジとヤギ、および100頭のウシ[...]彼はアッシュールに運んだ」と述べられている。
アリク・デン・イリの最初尾の勝利は東の隣国トゥルックとニギミ（後にペルシアになる地方の前イラン時代の住民）に対するもの、および（ザグロス）山地と高地の全ての首長たちに対するものであり、アッシリアの北部および東部の国境にいた遊牧民を征服した。ニギミの支配者はエシニであった。アッシリア人はエシニを侵略して収穫物を奪いさり、それに対する報復としてエシニは軍を率いてアッシリアに進軍したが、敗北し彼の軍勢は殺戮された。アリク・デン・イリはエシニが逃げ隠れたアルヌナの町を包囲した。門と市壁が破壊されたことでエシニは降伏に追い込まれ、アリク・デン・イリへの忠誠を誓った。
アリク・デン・イリの年代記には、この後、ハバルハ（Habaruha）、クティラ、タルビス、レマク（Remaku）、Nagabbilhiがリストされている。これらの地名のうち、ニネヴェに程近いタルビスのみが位置がわかっている。また、Halahhuの住民はアリク・デン・イリの怒りの矛先を向けられたらしく、彼はその住民を254,000人殺したと主張している。この数値はこの当時においてもかなり荒唐無稽な誇張である。アリク・デン・イリはその後西側に目を向け、レヴァント（現在のシリアおよびレバノン）に入った。彼はユーフラテス川中流域のKatmuḫi地方の、遊牧部族のストゥ人、アフラム人、ヤウル人（Yauru）を打ち負かしここを平定した。
アリク・デン・イリの活動は戦争に限定されたものではない。アッシュール市のシャマシュ神殿は泥レンガで作られていたため朽ちて泥の塚と化し、その場しのぎの社で囲まれていた。「我が地に豊穣をもたらすために」彼は残骸を片付けてシャマシュ神殿を再建した。アダド・ニラリ1世は自らが捧げた建築物において、アッシュール神の大ジッグラトの建設をアリク・デン・イリのものとしている。
父エンリル・ニラリのように、アリク・デン・イリはバビロニアとの決着のつかない戦いを行わなければならなかった。彼の時代の相手はバビロニアの支配者ナジ・マルッタシュであった。アダド・ニラリ1世はこの戦いについて「我が父はカッシートの地の王（バビロニア王）の軍勢によって加えられた災いを正すことができなかった」と叙事詩において振り返っている。バビロニアとの戦いは最終的にアダド・ニラリ1世の勝利によって決着がつけられた。

## 史料
1. ↑  Nassouhi list, iii 22–23: mdAdad-nārārī mār Arik2-˹de-en˺-[ili].
2. ↑  Khorsabad list, iii 16–24: mdAdad-nārārī aḫu-šú ša mArik2-dīn2-ili.
3. ↑  SDAS list, iii 17–18: mdAdad-nārārī aḫu-šú ša mArik2-dīn2-ili.